# Jungnang-gu

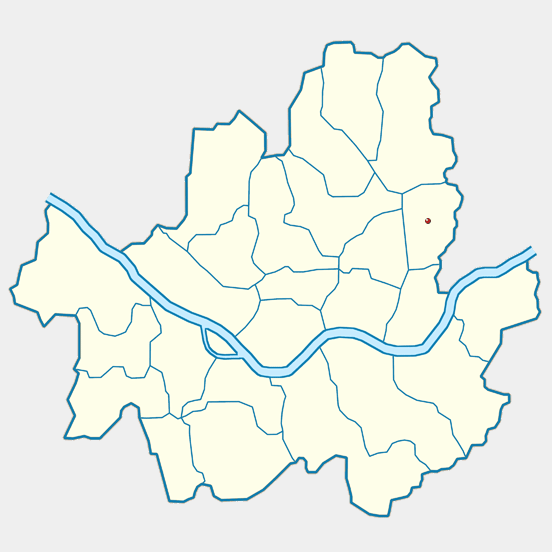
Situation dans Séoul

Jungnang-gu (hangul : 종낭구 ; hanja : 中浪區 ; littéralement : « Arrondissement de l'onde modérée ») est un arrondissement (gu) de Séoul situé au nord du fleuve Han.

## Quartiers
Jungnang est divisé en quartiers (dong) :
- Junghwa-dong (중화동 中和洞) 1, 2
- Mangu-dong (망우동 忘憂洞) 3, bondong(1 et 2 sont combinés, 2008)
- Muk-dong (묵동 墨洞) 1, 2
- Myeonmok-dong (면목동 面牧洞) 2, 3, 4, 5, 7, bondong (1 et 6 sont combinés, 2008)
- Sangbong-dong (상봉동 上鳳洞) 1, 2
- Sinnae-dong (신내동 新內洞) 1, 2